# Littorinidae
Littorinidae Children, 1834  è una famiglia di molluschi gasteropodi della sottoclasse Caenogastropoda.

## Descrizione
Sebbene le conchiglie mostrino una considerevole variabilità fra le varie specie, alcuni caratteri delle conchiglia sono comunque di probabile significato filogenetico. La forma della conchiglia nella famiglia è solitamente di forma turbinata o conica bassa con il rapporto tra altezza e larghezza che varia da 0,44 a 2,5. Un'altra caratteristica della conchiglia è rappresentata dall'ombelico presente in alcune specie, ma non in tutte. In alcune specie l'ombelico è solitamente aperto, ma può diventare chiuso negli esemplari adulti. La scultura delle conchiglie è costituita da striature a spirale, creste e solchi o spine corte.
La protoconca è variabile nella forma, ma riflette il tipo di sviluppo larvale piuttosto che la relazione filogenetica. La maggioranza delle specie sono planctotròfiche, ed in esse la protoconca è piuttosto piccola. La forma della protoconca ed il tipo di sviluppo larvale sono considerato dei caratteri filogenetici.
Nella maggior parte dei Littorinidae la superficie del guscio è coperta da un periostraco strettamente aderente che è così sottile da risultare poco appariscente, anche se in alcuni membri della famiglia il periostraco è di spessore moderato.
C'è una notevole variazione nella mineralogia e nella microstruttura del guscio. Solitamente il guscio è costituito da due o tre strati aragonitici di struttura lamellare incrociata. Tuttavia, in alcuni generi si verificano strati calcidici.
L'opercolo è a forma di spirale ed è considerato un carattere filogenetico. I vari tipi di opercolo sono classificati in tre categorie: paucispirale tipo A (con larghezza dell'ultima spirale, misurata sull'asse lungo dell'opercolo, maggiore della metà della lunghezza totale), paucispirale tipo B (con larghezza dell'ultima spirale minore della metà della lunghezza totale), mesospirale tipo C (quasi circolare con larghezza dell'ultima spirale circa un quinto della lunghezza totale) e multispirale tipo D (circolare con larghezza dell'ultima spirale molto stretta).
Il piede ha la forma di uno scudo ed è smussato nella parte anteriore con due bordi. L'epipodio e il metapodio non hanno appendici.
Le pervinche hanno sessi separati con fecondazione interna. Le larve di Veliger si schiudono dalle uova e, dopo una fase pelagica, si trasformano in piccole lumache.

## Tassonomia
La famiglia comprende tre sottofamiglie e circa 20 generi:
- Sottofamiglia Lacuninae Gray, 1857
  - Genere Bembicium Philippi, 1846
  - Genere Cremnoconchus W. T. Blanford, 1869
  - Genere † Dissochilus Cossmann, 1888
  - Genere Lacuna W. Turton, 1827
  - Genere Pellilitorina Pfeffer in Martens & Pfeffer, 1886
  - Genere Risellopsis Kesteven, 1902
- Sottofamiglia Laevilitorininae D. Reid, 1989
  - Genere Laevilacunaria Powell, 1951
  - Genere Laevilitorina Pfeffer, 1886
- Sottofamiglia Littorininae Children, 1834
  - Genere Afrolittorina S. Williams, D. Reid & Littlewood, 2003
  - Genere Austrolittorina Rosewater, 1970
  - Genere Cenchritis Martens, 1900
  - Genere Echinolittorina Habe, 1956
  - Genere Littoraria Gray, 1833
  - Genere Littorina Férussac, 1822
  - Genere Mainwaringia G. Nevill, 1885
  - Genere Melarhaphe Menke, 1828
  - Genere Nodilittorina Martens, 1897
  - Genere Peasiella G. Nevill, 1885
  - Genere Tectarius Valenciennes, 1832